# Unguroaia
Unguroaia – wieś w Rumunii, w okręgu Botoszany, w gminie Cristești. W 2011 roku liczyła 266 mieszkańców.